# Pterocephalodes
Pterocephalodes är ett släkte av tvåhjärtbladiga växter. Pterocephalodes ingår i familjen Dipsacaceae.
Kladogram enligt Catalogue of Life:
| Pterocephalodes | \| \| Pterocephalodes bretschneideri \| \| \| \| \| \| Pterocephalodes hookeri \| \| \| \| \| \| Pterocephalodes siamensis \| \| \| \| |
|                 | \| \| Pterocephalodes bretschneideri \| \| \| \| \| \| Pterocephalodes hookeri \| \| \| \| \| \| Pterocephalodes siamensis \| \| \| \| |
|                 | jätteväddar |
|                 | |
|                 | kardväddar |
|                 | |
|                 | åkerväddar |
|                 | |
|                 | Lomelosia |
|                 | |
|                 | Pseudoscabiosa |
|                 | |
|                 | Pterocephalus |
|                 | |
|                 | Pterothamnus |
|                 | |
|                 | fältväddar |
|                 | |
|                 | Sixalix |
|                 | |
|                 | ängsväddar |
|                 | |
|                 | Succisella |
|                 | |
|                 | Pterocephalodes bretschneideri |
|                 | |
|                 | Pterocephalodes hookeri |
|                 | |
|                 | Pterocephalodes siamensis |
|                 | |

|  | Pterocephalodes bretschneideri |
|  |                                |
|  | Pterocephalodes hookeri        |
|  |                                |
|  | Pterocephalodes siamensis      |
|  |                                |